# Felix Stieve

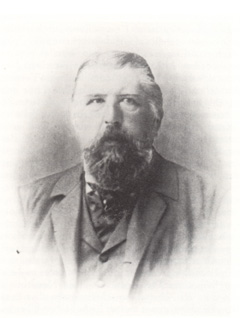
Felix Stieve

Felix Stieve (* 9. März 1845 in Münster; † 10. Juni 1898 in München) war ein deutscher Historiker.
Stieve studierte Geschichte an den Universitäten in Breslau, Berlin, München und Innsbruck. Er wurde 1867 in Breslau promoviert und habilitierte sich 1875 in München. Er lehrte seit 1885 als Professor an der Technischen Hochschule München und war seit 1889 Mitglied der Bayerischen Akademie der Wissenschaften. Von 1896 bis 1898 war er Vorsitzender des Historikerverbandes.
Stieves Forschungsgebiet war die Reichs- und Landesgeschichte des 16. und 17. Jahrhunderts.
Stieve war der Vater von Friedrich, Hermann, Hedwig Stieve und Gertrud Stieve. Sein Bruder war der Jurist und Heimatforscher Richard Stieve.

## Schriften (Auswahl)
- Der Kampf um Donauwörth im Zusammenhang der Reichsgeschichte, München 1875.
- Wittelsbacher Briefe aus den Jahren 1590–1610. München 1889.
- Briefe und Akten zur Geschichte des 30-jährigen Krieges in den Zeiten des vorwaltenden Einflusses der Wittelsbacher. Bd. 7 und 8, Rieger, München 1905–1908.
- Zur Geschichte der Herzogin Jakobe von Jülich, in: ZBGV 13 (1877), S. 1–197.